# 玉帶蟹守螺
玉帶蟹守螺（学名：Cerithium munitum）为蟹守螺科蟹守螺屬下的一个种。属于贝类动物。